# Josiane Jouët
Josiane Jouët, née le 28 mars 1948, est une sociologue française, en sciences de l’information et de la communication.

## Biographie
En 1969, Josiane Jouët est titulaire du diplôme de l’Institut d'études politiques de Paris. En 1972, elle soutient une thèse de 3e cycle en sociologie portant le titre La fonction de journaliste sous la direction de Jean Cazeneuve à l’université Paris-Descartes. En 1973, elle obtient un master en journalisme à l’université Columbia à New York.
De 1984 à 1994, elle est chercheuse au Centre national d'études des télécommunications (CNET). En 1993, elle obtient une habilitation à diriger des recherches en sciences de l’information et de la communication de l’université Stendhal à Grenoble.
En 1994, elle est professeure des universités, dans le département Infocom de l’université de Haute-Bretagne Rennes 2. À partir de 1998, elle rejoint l’université Panthéon-Assas. Elle est membre du laboratoire de recherche Centre d'analyse et de recherche interdisciplinaire sur les médias (CARISM), dont elle est directrice de 2004 à 2010. Elle est directrice de l'Institut français de presse de 2004 à 2009. Depuis 2016, elle est professeure émérite.

## Thèmes de recherche
Ses thèmes de recherche sont les usages des technologies de l'information et de la communication et les pratiques d'information. Josiane Jouët plaide dès les années 2000, pour que la sociologie des usages fasse partie des sciences sociales, en proposant d'y appliquer rigueur théorique et méthodologie de recherche. Elle l'a appliqué aux réseaux sociaux numériques et en particulier, à leurs usages par les jeunes.
Dès les années 1980, elle s'intéresse aux questions de genre et de la différenciation des usages des technologies de communication. Elle montre les différences de pratiques en matière de culture des écrans entre les garçons et les filles.

## Publications
- Josiane Jouët, Katharina Niemeyer et Bibia Pavard, Faire des vagues, Les mobilisations féministes en ligne, Paris, La Découverte, 2017, 240 p. (ISBN 978-2-7071-9449-7)
- Josiane Jouët (dir) et Rémy Rieffel (dir), S’informer à l’ère numérique, Rennes, Presses universitaires de Rennes, 2013, 200 p. (ISBN 978-2-7535-2858-1)
- Josiane Jouët,Technologies de communication et genre. Des relations en construction, Réseaux, vol. no 120, no. 4, 2003, pp. 53-86.  (ISBN 978-2746208070)
- Josiane Jouët (coord.) et Dominique Pasquier (coord.), Médias et migrations, Paris, Hermès science, 2001, 396 p. (ISBN 2-7462-0312-X)
- Josiane Jouët (dir.) et Dominique Pasquier (dir.), Les jeunes et l'écran, Paris, Hermès science, 1999, 480 p. (ISBN 2-7462-0007-4)
- Josiane Jouët (dir) et P. Flichy, European Telematics, The Emerging Economy of Words, Amsterdam, Elsevier, 1991, 278 p. (ISBN 978-0-444-89151-8)
- Josiane Jouët et Sylvie Coudray, Les nouvelles technologies de communication : orientations de la recherche, Paris, Unesco, 1990, 78 p. (ISBN 92-3-202678-3)
- Josiane Jouët, L'écran apprivoisé : télématique et informatique à domicile, Issy-les-Moulineaux, CNET, 1987, 160 p. (ISSN 0984-5372)
- Josiane Jouët et Nicole Celle (collaboration), La Communication au quotidien : de la tradition et du changement à l'aube de la vidéocommunication, Paris, la Documentation française, 1985, 238 p. (ISBN 2-11-001497-0)
- Josiane Jouët, La Radio-télévision, Issy-les-Moulineaux, CNET, 1984, 107 p. (ISSN 0751-7971)